# Wiesenweihe Taubergrund
Wiesenweihe Taubergrund este o arie protejată (sit de importanță comunitară — SCI, arie de protecție specială avifaunistică — SPA) din Germania întinsă pe o suprafață de 1.692,19 ha, integral pe uscat.

## Localizare
Centrul sitului Wiesenweihe Taubergrund este situat la coordonatele 49°31′31″N 10°04′22″E / 49.5253°N 10.0728°E.

## Înființare
Situl Wiesenweihe Taubergrund a fost declarat arie de protecție specială avifaunistică în noiembrie 2007 pentru a proteja 9 specii de animale. Situl a fost protejat și ca sit de importanță comunitară în noiembrie 2007.

## Biodiversitate
Situată în ecoregiunea continentală, aria protejată nu include niciun habitat protejat.
La baza desemnării sitului se află mai multe specii protejate de  păsări (9): erete de stuf (Circus aeruginosus), erete cenușiu (Circus pygargus), prepeliță (Coturnix coturnix), presură sură (Emberiza calandra), presură de grădină (Emberiza hortulana), șoimul rândunelelor (Falco subbuteo), sfrâncioc roșiatic (Lanius collurio), codobatura galbenă (Motacilla flava), mărăcinar (Saxicola rubetra)